# 한나라당 (2013년)
한나라당은 2013년 창당한 대한민국의 정당이다.

## 역사
2012년 당시 집권당이었던 한나라당이 새누리당으로 당명을 바꾼 뒤, 영남신당자유평화당이 ‘한나라당’으로 이름을 바꿨지만, 4월 총선에서 득표를 받지 못해 등록취소를 당했다.
등록취소를 당한 한나라당의 대표였던 이태희가 2013년 4월 새한나라당을 창당해서, 2014년 2월 ‘한나라당’으로 이름을 바꿨다.